# Sendergruppe Alpenland
Die Sendergruppe Alpenland war ein Hörfunksender, der von November 1945 bis 1954/55 von der britischen Besatzungsmacht im Nachkriegsösterreich in deren Besatzungszone (heutige Bundesländer Kärnten und Steiermark) betrieben wurde.

## Geschichte

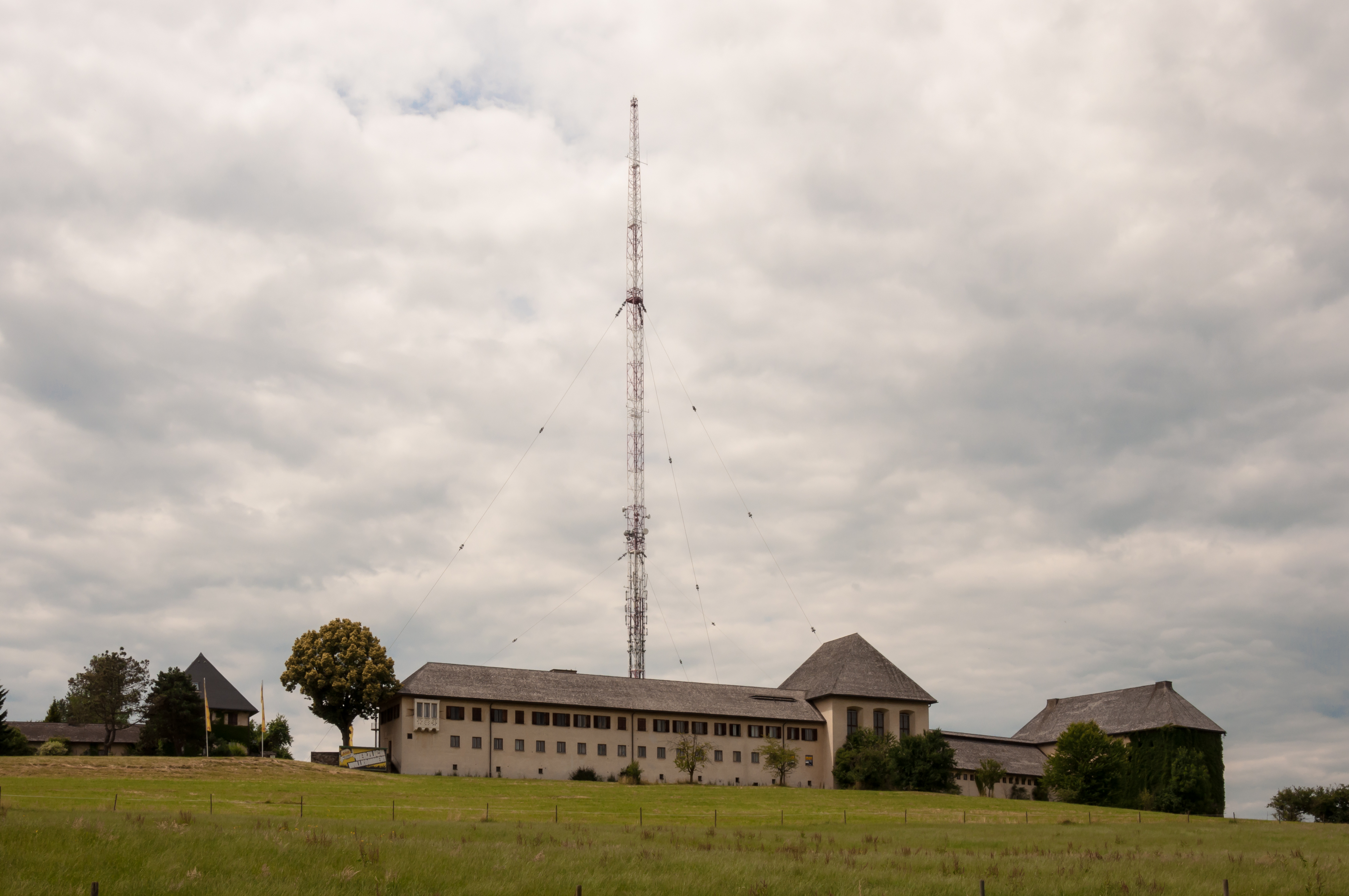
Der Sender in Dobl war der Hauptsender der Sendergruppe Alpenland. (2013)

Nach dem Zweiten Weltkrieg wurde am 8. August 1945 von der britischen Besatzungsmacht in Österreich in deren Besatzungszone die Sendergruppe Alpenland gebildet. Der Sendebetrieb erfolgte von den bereits davor von den Briten betriebenen Sendern Alpenland (Dobl), Graz und Klagenfurt. Der Sender Dobl war in den Jahren 1939 bis 1941 nach Plänen von Walther Schmidt gebaut worden und diente als besonders leistungsstarker Mittelwellensender für die Sendung von Propaganda in Richtung Balkan. Die Briten nutzen den Sender ebenfalls, um das Programm der BBC in Richtung Jugoslawien zu senden. Am 1. März 1948 kam ein weiterer Sender im Schlosspark von Schönbrunn in Wien hinzu. Dieser hatte anfangs eine Leistung von 0,25 kW und wurde später auf 1,5 kW erweitert. Anfangs noch auf Deutsch und Englisch ausgestrahlt, kamen ab 1948 weitere Sprachen hinzu. In diesem Jahr tauchten auch Unstimmigkeiten betreffend den rechtmäßigen Besitzern des Senders auf.
In NS-Zeiten hatte die Reichs-Rundfunk-Gesellschaft das heute denkmalgeschützte Gebäude der Villa Ferry (auch Villa Ferri oder Ferrischloß, Zusertalgasse 14a) bezogen und es zu ihren Senderäumen adaptiert. Nach dem Zweiten Weltkrieg wurde der Sender von den Steirern übernommen und anfangs als „Freiheitssender“ betrieben. Von der steirischen Landesregierung wurde Ing. Dietrich Cordes zum Leiter bestellt. Grundbuchlich war im Jahre 1948 noch immer die nicht mehr existierende Reichs-Rundfunk-Gesellschaft der Besitzer der Villa Ferry. Offiziell war der Gebäudekomplex auch nie von der britischen Besatzungsmacht beschlagnahmt worden. Erschwerend kam hinzu, dass die Sendergruppe Alpenland ausschließlich von den Geldern der Rundfunkteilnehmer erhalten wurde, die Steuern zur Gänze der Finanz abführte und der Sender somit in reiner österreichischer Regie arbeitete. Von den Briten war im Jahr 1945 lediglich der Kontrolloffizier Doktor Jan Bronislaw Janovsky beigegeben worden, der dieses Amt zu diesem Zeitpunkt noch immer innehatte. Als dieser im Februar 1948 die Kündigung von zwölf Angestellten des Senders unterzeichnet hatte, ging es in weiterer Folge mit einem Einspruch gegen diese Kündigungen vor das Einigungsamt, wo festgestellt wurde, dass der Sender in keinem dienstlichen Verhältnis zu den Briten stehen würde und lediglich österreichische Stellen für Aufnahme und Kündigung der Angestellten verantwortlich sein können. Weiters stellte man fest, dass selbst die Zahlungen durch die österreichische Postdirektion erfolgten und nicht über die Briten. Dabei wurde auch festgestellt, dass „Sendergruppe Alpenland“ nur eine Schutzmarke sei, aber keine juristische Person. Ähnliche Unklarheiten gab es auch bei Radio Wien.
Im Februar 1948 wurden bei der Sendergruppe Alpenland Radiobeiräte eingerichtet. Im Mai 1949 übernahm Peter Goritschnig die Leitung des Klagenfurter Studios, die er bis 1978 innehatte (1954–67 zusammen mit Graz).
Nachdem die BBC Ende August 1948 täglich noch 2,5 Stunden sendete, strahlte sie ihr Programm gegen Jahresende 1948 bereits acht Stunden täglich in den Sprachen Tschechisch, Ungarisch, Serbokroatisch, Slowenisch, Rumänisch und Italienisch über den Sender Dobl aus. Die Zuspielung aus London erfolgte dabei per Kurzwelle und war sehr störungsanfällig. Nach Regulierung durch den Kopenhagener Wellenplan, der bereits 1948 ausgearbeitet worden war, änderte der Sender am 15. März 1950 seine Sendefrequenz auf 1025 kHz und strahlte ab August 1950 ein zweites Programm aus. Davor hatte der Sender nach Inkrafttreten des Luzerner Wellenplans im Jahre 1934 die Frequenz 886 kHz verwendet. Ebenfalls 1950 wurde von den Briten geplant die Sendergruppe Alpenland – nach dem Vorbild von Radio Luxemburg – in eine kommerzielle Gesellschaft umzuwandeln. Diese hätte es ihnen erlaubt, weiter Propagandasendungen über Dobl ausstrahlen zu können. Durch den Kopenhagener Wellenplan verlor die BBC den Standort Hamburg-Norden (120 kW), was dem Standort Dobl zugutekam, der dadurch eine Aufwertung erfuhr.
Für Graz stand aber nur ein 200-kW-Sender zur Verfügung, der auf 519 kHz betrieben wurde. Ein weiterer 15-kw-Sender in St. Peter erhielt laut Kopenhagener Wellenplan gemeinsam mit Klagenfurt die Frequenz 719 kHz zugewiesen. Da sich diese als völlig unbrauchbar erwies, als hier ab dem 1. Mai 1951 Radio Free Europe aus Holzkirchen mit der zehnfachen Leistung sendete, wurde die Frequenz in weiterer Folge auf 728 kHz gewechselt. Nachdem die österreichischen Behörden bereits seit längerer Zeit bestrebt waren, den starken Sender in Dobl besser selbst nutzen zu können, da es mit dem viel schwächeren Sender in St. Peter nicht einmal möglich war, die gesamte Steiermark vernünftig abzudecken, forderten sie eine Freigabe des Senders durch die Briten.
Mit dem 22. Jänner 1954 ging die Sendergruppe Alpenland an den am 19. Mai 1953 gegründeten Österreichischen Rundfunk (ORF) über. Anderen Quellen zufolge gingen die Sender erst mit dem Ende der Besatzungszeit im Jahre 1955 vollständig in den Bestand des Österreichischen Rundfunks, da vom Schönbrunner Sender noch bis 1955 einzelne britisch kontrollierte Sendungen ausgestrahlt wurden.

## Radiosender der anderen Besatzungszonen
- Im Westen Österreichs existierte die von den Franzosen betriebene Sendergruppe West mit Sendern in Dornbirn und Innsbruck.

- Die Sendergruppe des Radiosenders Rot-Weiß-Rot hatte ihren Sendebetrieb anfangs in Salzburg, ehe im November 1945 der Sendebetrieb auch in Wien aufgenommen und der Schwerpunkt des Senders dorthin verlegt wurde. Anfangs kam dafür ein Mittelwellensender des Militärs auf der Sulzwiese am Kahlenberg zur Verwendung, ehe man den Sender nach Grinzing verlegte, da sich der Sender am Kahlenberg in der sowjetischen Besatzungszone befand. Ebenfalls wurden von der Sendergruppe der Sender am Mönchsberg in Salzburg und der Sender Freinberg in Linz genutzt. 1951 folgte auf den Steinhof-Gründen am Wilhelminenberg in Wien ein neuer stärkerer Sender. Später folgten neue Sendeanlagen in Kronstorf in Oberösterreich und in Salzburg.

- Daneben gab es in der sowjetischen Besatzungszone den Sender Radio Wien, der von der Öffentlichen Verwaltung für das österreichische Rundspruchwesen betrieben wurde und sowjetischer Zensur unterlag.